# Kamikakushi

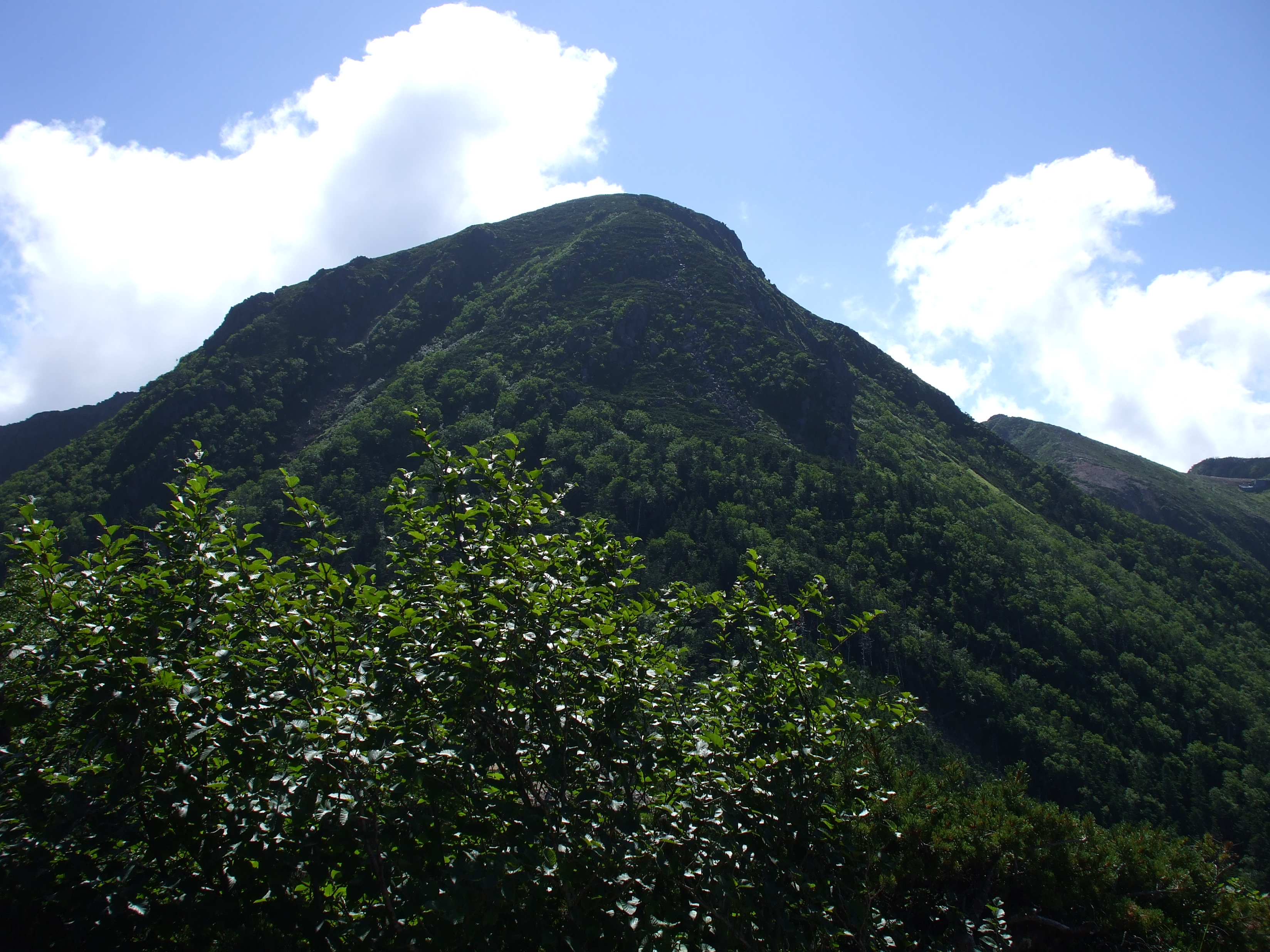
Si narra che nelle foreste del Monte Tengu nella Prefettura di Aomori avvengano kamikakushi

Kamikakushi (神隠し? lett. "sparizione divina" o "sparizione per opera divina") è un'espressione della lingua giapponese utilizzata per descrivere la sparizione improvvisa di una persona. Quando qualcuno si perdeva senza fare ritorno nei boschi o nei monti nei pressi di un santuario, o quando scompariva da un villaggio senza dare alcun preavviso, si diceva fosse stato rapito da una divinità, da qui la nascita del termine. Si usa anche per indicare l'usanza durante il lutto di coprire con un foglio o un pezzo di stoffa bianco il kamidana, l'altare in miniatura che nello Shintoismo si è soliti tenere in casa per adorare le divinità famigliari.

## Sinossi
Nella maggior parte dei casi si riteneva che la persona scomparsa fosse stata cancellata dalla divinità.
Sin dal periodo Jōmon, la popolazione del Giappone credeva nell'esistenza di spiriti e divinità. Si riteneva che kamunabi (神奈備? lett. "luogo in cui si rinchiude un Dio"), himorogi (神籬? lett. "recinzione divina"), iwakura (磐座? lett. "sedile di roccia") e simili, segnassero il confine tra il mondo degli uomini e il territorio divino (神域?, Shin'iki). Per evitare che spiriti e divinità, che potevano in egual misura portare buona o malasorte, attraversassero facilmente questi confini, venivano circoscritte con delle barriere (結界?, Kekkai), spesso sotto forma di una spessa corda chiamata shimenawa (標縄? lett. "corda delimitante"), rendendoli così dei territori proibiti (禁足地?, kinsokuchi). Allo stesso modo, servivano per tenere lontani gli uomini, affinché non entrassero per errore in territorio divino, uno tra questi era il regno dell'oltretomba.
Non sono poche nemmeno le leggende che narrano di cerimonie magiche che accompagnavano la ricerca della persona scomparsa, ad esempio percorrendo un percorso prestabilito si chiamava il nome dello scomparso battendo tamburi o suonando campane. 
Il kami (divinità) in kamikakushi, non si riferisce solamente alle divinità dello Shinto antico, che si diceva risiedessero nei luoghi sacri menzionati sopra, ma anche vari tipi di yōkai che si dicevano abitassero nelle terre selvagge o nelle montagne come tengu, oni, yama-uba, kitsune, tipici dei culti folcloristici.
Alcuni esempi di kamikakushi si trovano anche nel Tōno monogatari (遠野物語? lett. "Racconti di Tōno") di Kunio Yanagida. 
Stando a quanto descritto nell'Azuma kagami (吾妻鏡/東鑑? lett. "Specchio dell'Est"), nel periodo Heian il figlio del generale Taira no Koremochi, Taira no Shiganari, scomparve poco dopo la nascita e venne ritrovato quattro anni dopo nella tana di una volpe grazie ad un oracolo apparso in sogno. In quell'occasione la volpe, nelle vesti di un uomo anziano, gli consegnò una katana e un pettine (i quali poi divennero i cimeli di famiglia). È un mito volto ad affermare l'autorità della famiglia Taira, ma come esempio di kamikakushi è uno dei più antichi e includendo i miti di Okinawa di epoca più tarda si nota che, da Nord a Sud, pettini e kamikakushi sono in qualche modo collegati.
Nella prefettura di Okinawa il kamikakushi viene anche chiamato monokakushi (物隠し? lett. "sparizione di oggetti"). Chi cade vittima di monokakushi si dice faccia ritorno per recuperare il proprio pettine, per poi andarsene nuovamente. Per questo motivo la famiglia della vittima nasconde il pettine dell'interessato in modo che non riesca a trovarlo. Ciononostante si narra anche di casi in cui il pettine sia stato recuperato anche quando nascosto in una stanza completamente chiusa e sconosciuta alla vittima. Stando ai ricercatori questo è un mito che dimostra il profondo rapporto tra pettini e divinità. Poiché coloro che pregano le divinità hanno bisogno di un pettine, la vittima di monokakushi torna indietro per portarlo con sé. Nell'epoca moderna, viene visto come un antico mito proveniente dall'Honshū, e la colpa viene attribuita ai tengu.

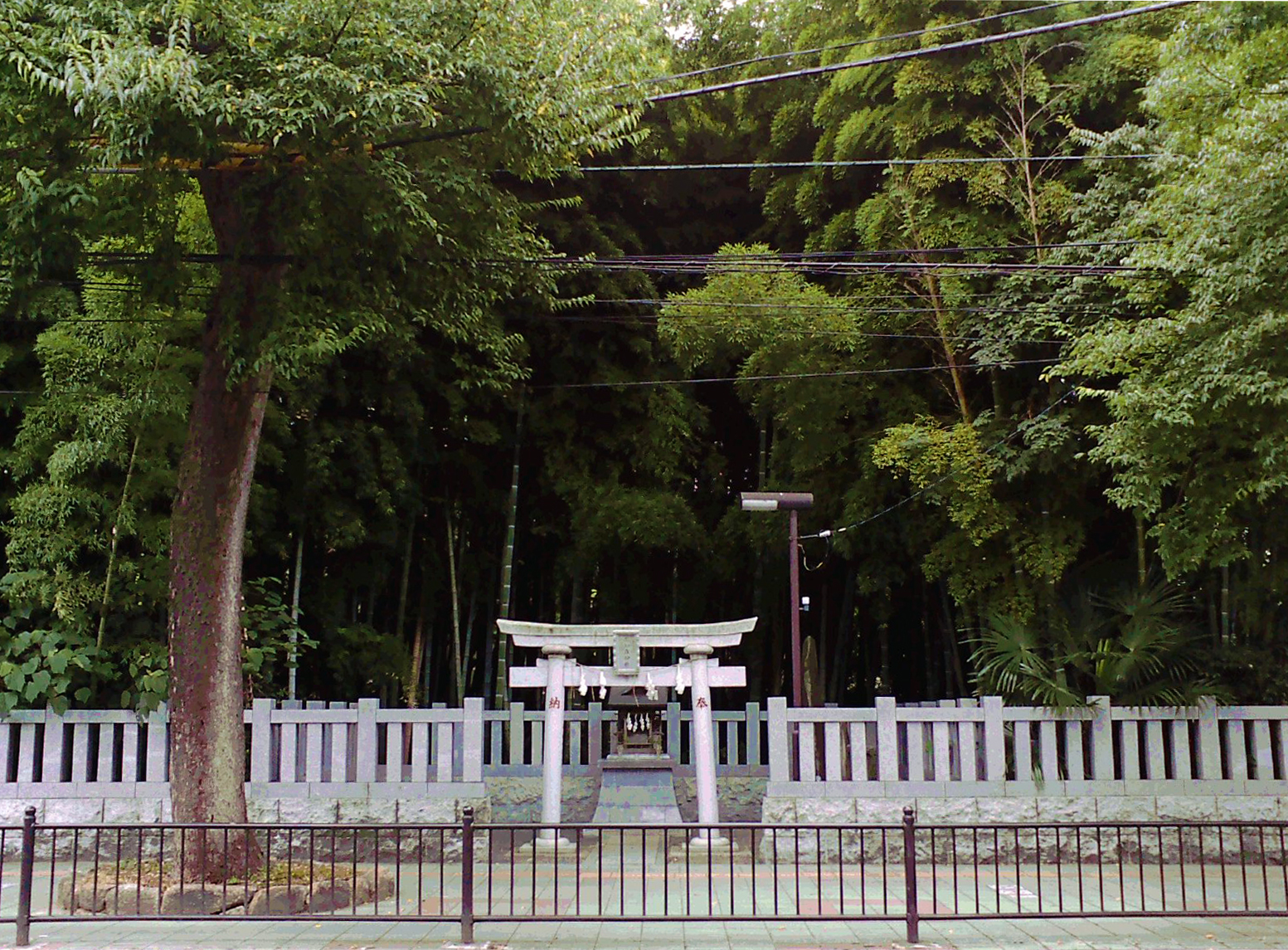
La tradizione vuole che la foresta di Yawata no Yabushirazu ad Ichikawa nella Prefettura di Chiba sia luogo di kamikakushi

Si dice che un tempo, nell'area di Hachiōji a Tokyo, quando un bambino cadeva vittima di kamikakushi, i genitori dovevano recarsi nel vicino Monte Yobari e chiamare il suo nome, così facendo sarebbe misteriosamente ricomparso. Altra usanza era quella di formare una processione con tutti gli abitanti del villaggio e battendo i tamburi urlando "Restituiscicelo, ridaccelo!" (かやせ、もどせ?, Kayase, modose) si cercava lo scomparso.

### Il kamikakushi nel presente
In tutto il Giappone sono molti i miti associati al kamikakushi, soprattutto nelle zone dove sono presenti monti contenenti tengu nel nome, come il Tengudake nelle prefettura di Aomori e il Tenguzan nella prefettura di Gifu. Anche nella foresta chiamata Yawata no Yabushirazu (八幡の藪知らず? lett. "bosco senza alcuna via d'uscita") nel distretto di Hachiman a Ichikawa nella prefettura di Chiba, rimangono tutt'oggi ben radicate le leggende sul kamikashi, tanto che pure adesso viene considerata un territorio proibito.

## Barriere e pietre miliari
Per territori divini non si intende solamente luoghi di transizione come gli ambienti naturali sopra descritti, ma pure certi momenti della giornata come l'omagadoki, il calare delle tenebre (in Giappone il tramonto segna l'arrivo degli yōkai) ed l'ushimitsudoki, il cuore della notte, venivano considerati zone di confine che conducevano a mondi ultraterreni. Con il passare delle epoche poi non solo himorogi e iwakura, ma anche crinali, passi montani, colline e pendenze dalle strade dalla forma peculiare; tutto ciò costruito dall'uomo come ponti, portali che segnalavano l'entrata di un villaggio o di una città, i confini degli insediamenti, così come i crocevia; poi col progresso delle civiltà anche gli steccati che separavano le i cortili delle case giapponesi tradizionali, i granai, magazzini e latrine che si trovavano all'aperto, gli shōji e gli amadō che separavano la casa dal mondo esterno, tutti questi elementi venivano considerati linee di confine tra il mondo terreno e quello ultraterreno.

### Barriere
Per rendere più difficile dall'andare e il divenire tra il mondo terreno si ergevano della barriere. Non si limitavano solamente alle shimenawa, anche il gohei (御幣?), il tradizionale bastone shintoista con attaccati delle strisce di carta, e la sardina che veniva appena alle porta di casa nell'ultimo giorno d'inverno come talismano contro gli spiriti maligni, vengono considerati barriere. Durante l'Obon si usava appendere un hōzuki (pesce simile allo scorfano) alla porta per guidare gli spiriti degli antenati in viaggio verso il mondo dei vivi, affinché non si perdessero lungo la strada, spesso veniva comparata alla "luce di un fuoco fatuo che illumina la via".

### Pietre miliari
Le pietre miliari (道標?, dōhyou) in origine venivano costruite come segnali stradali in modo che il viaggiatore non sbagliasse strada, ma assunsero anche il ruolo di barriere utili a non richiamare le calamità nei villaggi o come segnali volti ad evitare che per errore si trapassasse in un territorio divino. Ancor oggi lungo le strade si possono trovare tumuli in terra o roccia riveriti come simbolo di buon auspicio per un viaggio sicuro.

## Predisposizioni al kamikakushi
Si dice che ci siano dei soggetti maggiormente predisposti a divenir vittima di kamikakushi in quanto più frequente nei momenti di forte instabilità emotiva, ad esempio i bambini eccessivamente nevrotici o affetti da ritardo mentale, o le donne che hanno subito complicazioni postparto.

## Nella cultura di massa
Nel film d'animazione La città incantata (千と千尋の神隠し?, Sen to Chihiro no kamikakushi, lett. "La sparizione per opera divina di Sen e Chihiro), la protagonista Chihiro scompare dal mondo reale e finisce in un mondo abitato da spiriti.
Nella visual novel Higurashi no naku koro ni (ひぐらしのなく頃に? lett. "Quando piangono le cicale"), poi adattata in anime e manga, viene coniato il termine onikakushi (鬼隠し? lett. "sparizione ad opera dei demoni") dal medesimo significato, che da titolo anche al primo arco narrativo dell'opera.
Nel manga Rinne di Rumiko Takahashi, l'eroina Sakura Mamiya viene catturata da spiriti e scompare per una settimana, poi riportata nel mondo reale dalla nonna di Rinne, Tamako. La ragazza non ricorda cosa le sia accaduto durante quei giorni, ma come conseguenza ottiene dei poteri soprannaturali che le permettono di vedere i fantasmi.